# 정현왕후
정현왕후 윤씨(貞顯王后 尹氏, 1462년 7월 30일 (음력 6월 25일) ~ 1530년 9월 23일 (음력 8월 22일)는 조선 성종의 세번째 왕비이며 중종의 모후이다.

## 생애

### 출생과 가계
1462년(세조 8년) 6월 25일, 충청도 신창의 관아에서 영원부원군(鈴原府院君) 윤호(尹壕)와 연안부부인 전씨(延安府夫人 田氏)의 딸로 태어났다.
본관은 파평이며 이름은 창년(昌年)이다. 당시 아버지 윤호가 현감으로 부임중이었던 신창(新昌)에서 '창(昌)'자를 떼어 지었다.
정현왕후의 할아버지인 윤삼산은 성종의 할머니인 정희왕후와 6촌이며, 성종과 정현왕후는 윤척(尹陟)을 공통 조상으로 하는 10촌지간이다.
| ┌─→ 윤승례 → 윤번 → 정희왕후 → 덕종 → 성종 윤척 └─→ 윤승순 → 윤곤 → 윤삼산 → 윤호 → 정현왕후 |

또한 정현왕후의 증조모이자 윤삼산의 어머니인 근순택주 한씨는 한상질의 딸이며 한명회의 고모이다. 따라서 한명회는 윤삼산의 외사촌 동생이 되고, 성종의 첫번째 왕비 공혜왕후는 정현왕후의 아버지 윤호와 6촌이 된다.

### 입궁과 왕비 책봉
1473년(성종 4년) 6월 14일, 내명부 종2품 숙의(淑儀)에 책봉되어 입궁하였다. 1478년(성종 9년)에는 순숙공주를 낳았다.
당시 왕비였던 폐비 윤씨가 투기와 미신, 저주 행위등의 부도덕함을 이유로 폐위되어 사가로 쫓겨난 후, 성종은 대신들을 불러 숙의 윤씨를 새로운 왕비로 택했음을 전교하였다. 정현왕후는 공혜왕후와 폐비 윤씨에 이어 성종의 세번째 왕비가 되었다.

### 왕비 시절
1480년(성종 11년) 11월 8일, 창덕궁 선정전에서 교명과 책보를 받고 왕비에 책봉되었다. 폐비 윤씨가 사사된 이후 폐비의 아들인 연산군을 돌보았는데, 연산군은 성종의 묘지명을 읽어 보기 전까지 자신을 정현왕후의 아들로 알고 자랐다.
성종과의 사이에서 순숙공주를 비롯한 공주 3명과 진성대군(중종)을 낳았는데, 공주 2명은 조졸하였고 순숙공주 또한 11세로 요절하였다.
1486년(성종 17년), 선정전에서 양로연을 베풀었다. 1489년(성종 20년)과 1494년(성종 25년)에도 양로연을 베풀었으며 1492년(성종 23년)과 1493년(성종 24년)에는 내외명부를 이끌고 후원 채상단에서 친잠례를 거행했다.

### 왕대비 시절
성종이 승하하고 연산군이 즉위하자 왕대비가 되었다. 1496년(연산군 2년), 자순(慈順)의 존호를 받았고, 이후 화혜(和惠)의 존호가 가상되었다.
연산군은 즉위 후 성종의 지문을 읽다가 자신의 생모가 폐비 윤씨임을 알게 되었고, 이후 갑자사화를 일으켜 폐비 윤씨의 죽음과 관련된 사람들을 고문하고 처형하였다. 이때 계모인 정현왕후의 침전 밖으로 가서 장검을 들며 밖으로 나오라고 행패를 부렸으나, 왕비 신씨(폐비 신씨)가 연산군을 극구 말려 보호하였다.
시어머니인 소혜왕후가 죽고 연산군이 상의 기간을 줄이려 하자 정현왕후는 "삼년복은 천자(天子)로부터 서민에 이르기까지 똑같은 천하의 공통된 상사인데 어찌 단상을 할 수 있겠는가? 나는 감히 따르지 못하겠다." 하였다. 이에 연산군이 화를 내며 "부인은 삼종(三從)의 의리가 있는 법인데, 임금의 법을 어찌 따르지 않을 수 있는가?" 하자, 마지못해 이를 따랐다.
1506년 9월, 중종반정으로 아들 진성대군이 중종으로 즉위하였다.
1507년(중종 2년), 정현왕후는 세종과 세조, 소헌왕후와 정희왕후, 소혜왕후 등 역대 왕과 왕비들이 불교를 숭상하고 사찰을 건립한 일을 언급하며 불교를 옹호하고 사찰을 세우려 하였다. 이에 대간과 홍문관을 비롯해 여러 대신들이 극렬히 반대했으나 중종은 대비의 사찰 건립을 옹호하였다.
1517년(중종 12년), 병을 앓아 제안대군의 집으로 잠시 이어하였다. 기묘사화 이후 도교의 영향을 받아 하늘에 제사를 지내던 소격서의 폐지를 두고 중종과 대신들간의 의견 차이가 벌어졌는데, 중종은 정현왕후가 소격서에 자주 행차하였음을 이유로 윤허하지 않았다.

### 사망
1530년(중종 25년) 8월 22일, 동궁의 정침에서 사망했다.
정현왕후의 졸기

신시(申時)에 대비(大妃)가 동궁의 정침에서 훙(薨)하였다.
사신은 논한다.
대비는 인자하여 족속들과 화목하였으며 외척을 위해 벼슬을 구하지 않았다.
왕세자(인종)가 탄생한 지 열흘도 못되어 장경왕후(章敬王后)가 훙서하였는데
대비가 어루만져 보호하면서 하지 않은 일 없이 다 했다.
 — 《중종실록》 69권,
중종 25년(1530년 명 가정(嘉靖) 9년) 8월 22일 (기묘)

### 시호와 능묘
시호는 정현(貞顯)이며, 원대한 생각을 잘 성취시킨 것이 '정'(貞)이고 행실이 중외에 나타난 것이 '현'(顯)이다.
존호와 휘호를 합치면 자순화혜소의흠숙정현왕후(慈順和惠昭懿欽淑貞顯王后)이다. 능은 서울특별시 강남구 삼성동 선정릉 내에 위치한 선릉(宣陵)으로, 남편 성종과 동원이강의 형태로 같이 묻혀 있다.

## 가족 관계
| 조선의 왕비 | 정현왕후 윤씨 貞顯王后 尹氏 | 이름      | 출생                                                  | 사망                                                                |
| 조선의 왕비 | 정현왕후 윤씨 貞顯王后 尹氏 | 창년 昌年 | 1462년 7월 30일 (음력 6월 25일) 조선 충청도 신창 관아 | 1530년 9월 23일 (음력 8월 22일) (68세) 조선 한성부 경복궁 동궁 정침 |

|    |                                 | 본관 | 생몰년          | 부모                              | 비고 |
| -- | ------------------------------- | ---- | --------------- | --------------------------------- | ---- |
| 부 | 영원부원군 鈴原府院君 윤호 尹壕 | 파평 | 1424년 - 1496년 | 윤삼산 尹三山 고성 이씨 固城 李氏 |      |
| 모 | 연안부부인 延安府夫人 전씨 田氏 | 담양 | 1421년 - 1500년 | 전좌명 田佐命 전주 이씨 全州 李氏 |      |

| 조선 제9대 국왕 | 성종 成宗 | 출생                                               | 사망                                                                     |
| 조선 제9대 국왕 | 성종 成宗 | 1457년 8월 28일 (음력 7월 30일) 조선 한성부 세자궁 | 1495년 1월 29일 (음력 1494년 12월 24일) (37세) 조선 한성부 창덕궁 대조전 |

| 작호 | 작호                                | 이름            | 생몰년          | 배우자                                                                              | 비고        |
| ---- | ----------------------------------- | --------------- | --------------- | ----------------------------------------------------------------------------------- | ----------- |
| 장녀 | 순숙공주 順淑公主                   |                 | 1478년 - 1488년 | 미혼                                                                                |             |
| 차녀 | 공주                                | 1485년 - 1486년 |                 |                                                                                     |             |
| 장남 | 중종대왕 中宗大王 진성대군 晉城大君 | 역 懌           | 1488년 - 1544년 | 단경왕후 신씨 端敬王后 愼氏 장경왕후 윤씨 章敬王后 尹氏 문정왕후 윤씨 文定王后 尹氏 | 제11대 국왕 |
| 3녀  | 공주                                |                 | 1490년 - 1490년 |                                                                                     |             |

## 정현왕후가 등장하는 작품

### 드라마
- 《풍란》(MBC, 1985년, 배우:최명길)
- 《한명회》(KBS, 1994년, 배우:조민희)
- 《장녹수》(KBS, 1995년, 배우:박영귀)
- 《조광조》(KBS, 1996년, 배우:김자옥)
- 《왕과 비》(KBS, 1998년 ~ 2000년, 배우:윤지숙)
- 《여인천하》(SBS, 2001년 ~ 2002년, 배우:이보희)
- 《대장금》(MBC, 2003년 ~ 2004년, 배우:엄유신)
- 《왕과 나》(SBS, 2007년 ~ 2008년, 배우:이진)
- 《인수대비》(JTBC, 2011년 ~ 2012년, 배우:한보배→고정민)
- 《역적 : 백성을 훔친 도적》(MBC, 2017년, 배우:김경화)
- 《7일의 왕비》(KBS2, 2017년, 배우:도지원)

### 영화
- 《연산일기》(1988년, 배우: 반효정)

## 같이 보기
- 윤곤
- 윤호
- 윤탕로
- 윤은로
- 윤필상
- 중종
- 연산군
- 갑자사화